# ОШ „Ђура Јакшић” Конарево
ОШ „Ђура Јакшић“ је осмогодишња у Конареву, насељеном месту Града Краљева и функционише у оквиру образовног система Републике Србије. Налази се на скретању са магистралног пута Краљево-Рашка ка Матарушкој Бањи, у улици Ибарска 248, 36340 Конарево